# (747) Winchester
(747) Winchester ist ein Asteroid des Hauptgürtels, der am 7. März 1913 vom US-amerikanischen Astronomen Joel Hastings Metcalf entdeckt wurde.
Der Asteroid wurde nach der Stadt Winchester in Massachusetts benannt, von wo aus er auch entdeckt wurde.